# ¿Cuándo te casas?
¿Cuándo te casas? (Título original en tahitiano Nafea faa ipoipo?) es un cuadro de Paul Gauguin hecho en 1892 durante su primera estancia en Tahití. Cedido en depósito durante casi medio siglo al Kunstmuseum Basel, ha sido vendido por la familia de Rudolf Staechlin a un comprador desconocido, a través de Museos de Catar, en febrero de 2015 por cerca de 300 millones de dólares (268 mm€). Se conoce por la referencia núm. 454 del catálogo de Wildenstein.
En la esquina izquierda inferior tiene la inscripción "P. Gauguin 92» y en la esquina derecha «NAFEA Faa ipoipo». El título en tahitiano es fragmentario, compuesto del pronombre interrogativo Nafé (cuándo) y el verbo fa'aipoipo (casarse), pero falta un pronombre personal. Gauguin lo tradujo para el catálogo de la exposición en la galería Durand-Ruel comon Quand te maries-tu? («¿Cuándo te casas?").

## Descripción
Dos figuras centrales absorben la atención, sentadas en el suelo sobre un fondo simplificado con colores planos y vivos. Son dos mujeres tahitianas situadas en diferentes planos. La primera vestida con un pareo de colores tradicionales y una blusa blanca, y tras ella se sienta en el suelo una mujer vestida con un traje de estilo misionero cerrado de color rosa. El gesto de su mano levantada pide atención.
El fondo es de diferentes planos de colores vivos e intensos que sugieren el paisaje luminoso tropical. Desde el verde oscuro de la hierba del primer plano, el prado dorado central y el azul lejano de las montañas.

## Composición
La modelo que posó para la chica en primer plano fue su compañera sentimental en Tahití, Tehe'amana. Las mujeres están en un claro al pie del monte Orohena.
La composición tiene una influencia de las estampas japonesas, que tanto gustaban en aquella época. Las dos figuras están bien asentadas en el espacio, como estatuas aisladas. A diferencia del retrato europeo donde prima la individualidad, Gauguin utiliza a menudo en Tahití la fórmula de los retratos duales que, además, suelen ser el motivo central del cuadro.
La figura de la joven, medio sentada y medio en cuclillas, ya lo había analizado y estudiado en un dibujo a lápiz, carboncillo y pastel, y que después lo reprodujo como figura secundaria en varios de sus cuadros.	

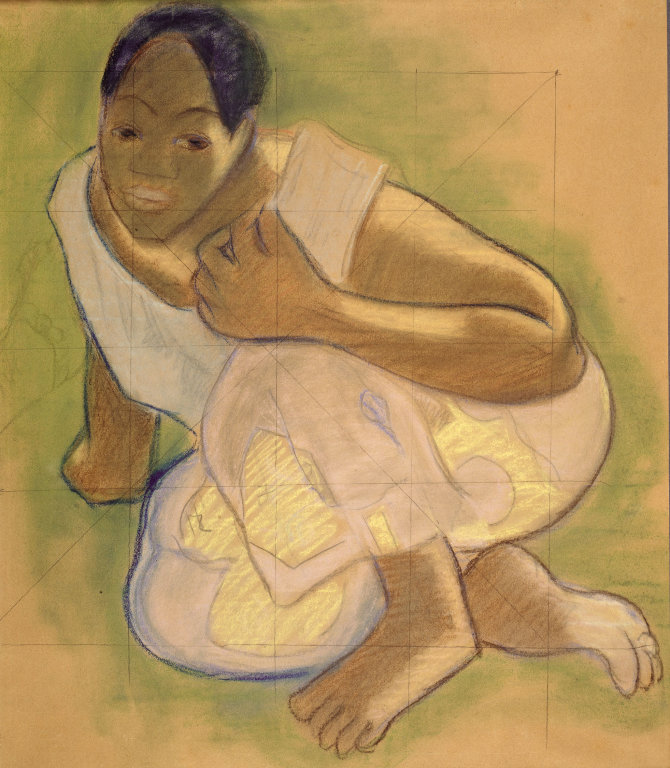
Estudio para Nafea Faaipoipo (1892).
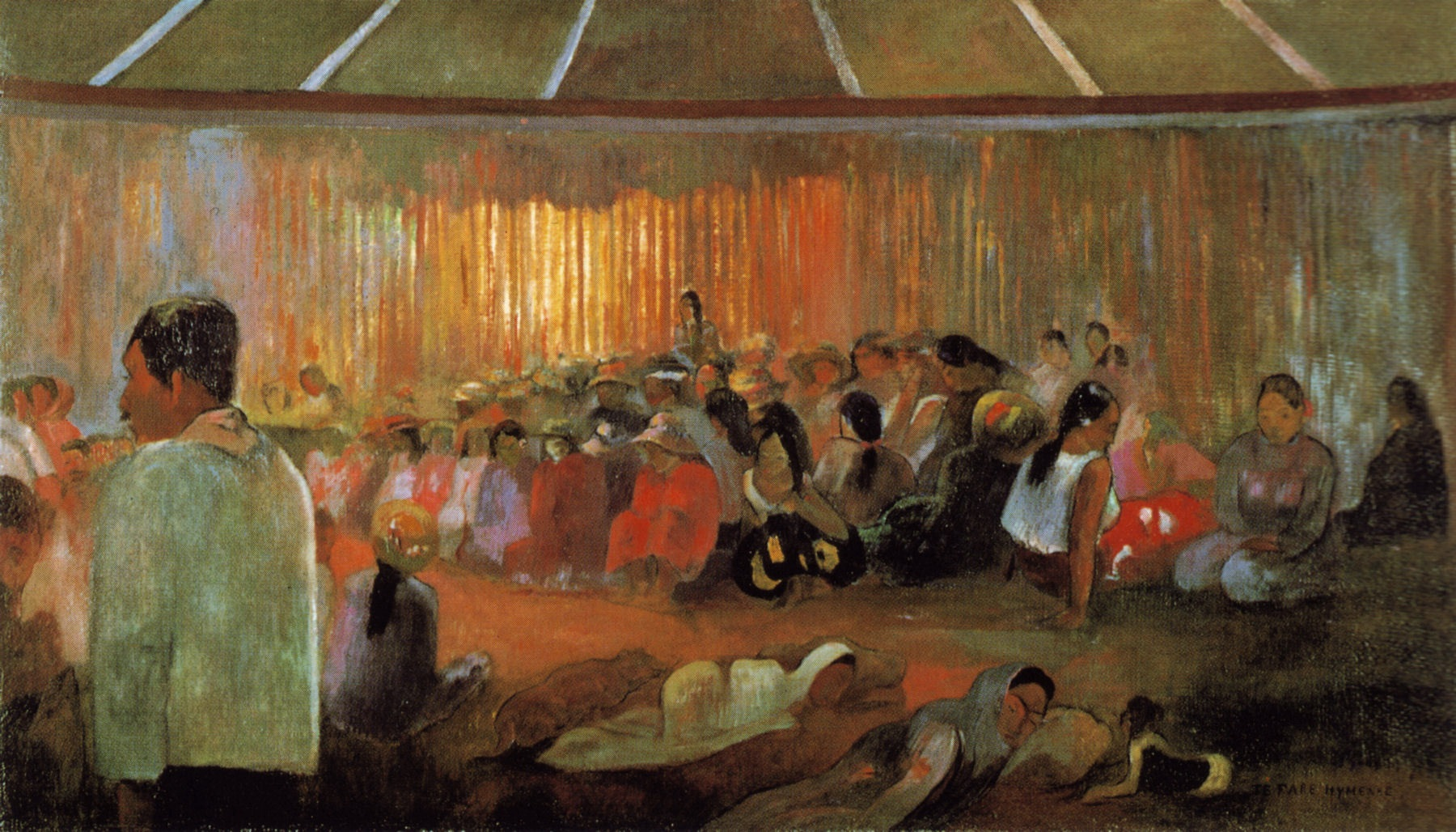
La casa de los himnos; Te Fare Hymenee (1892).
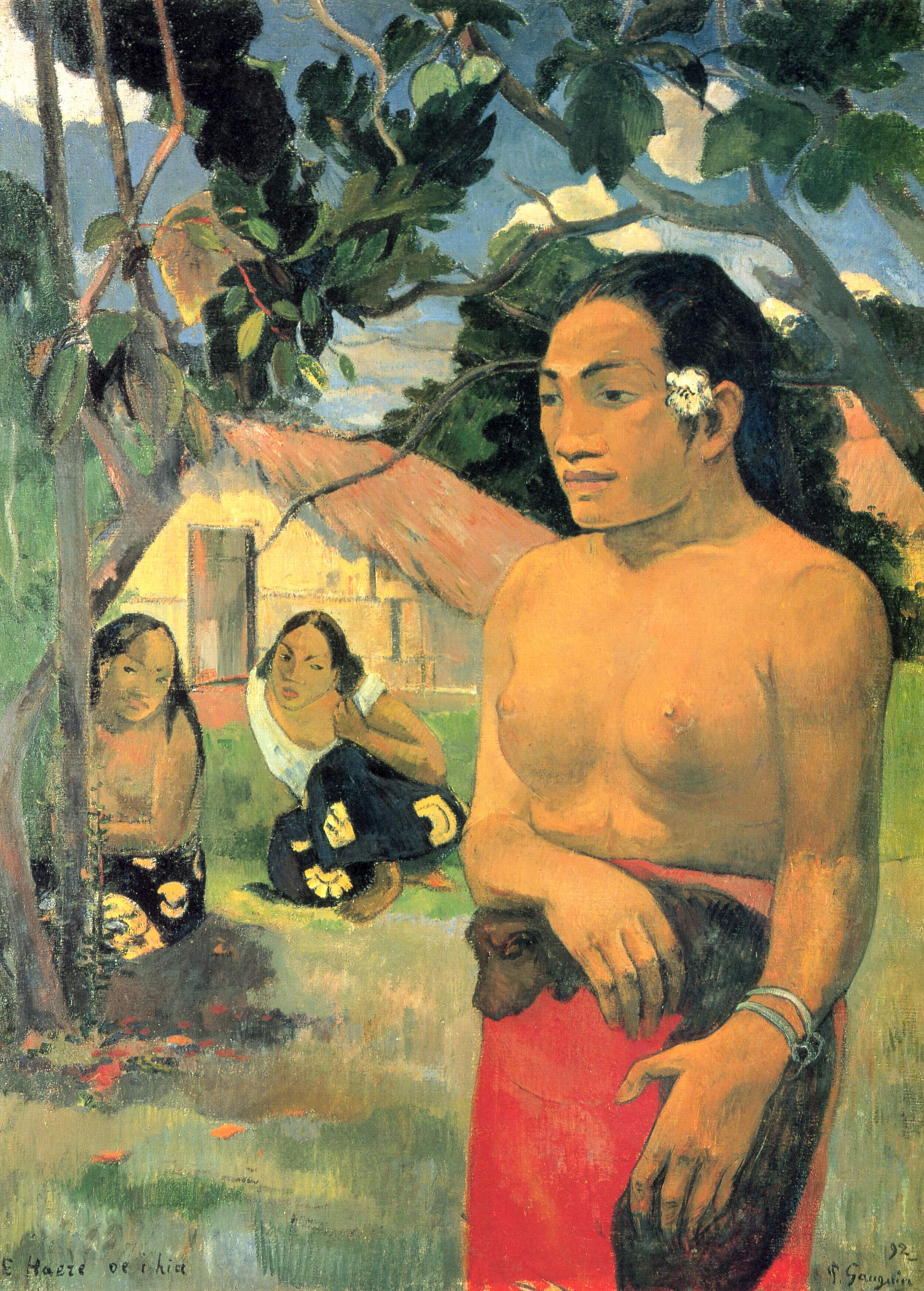
E haere oe i hia (1892).
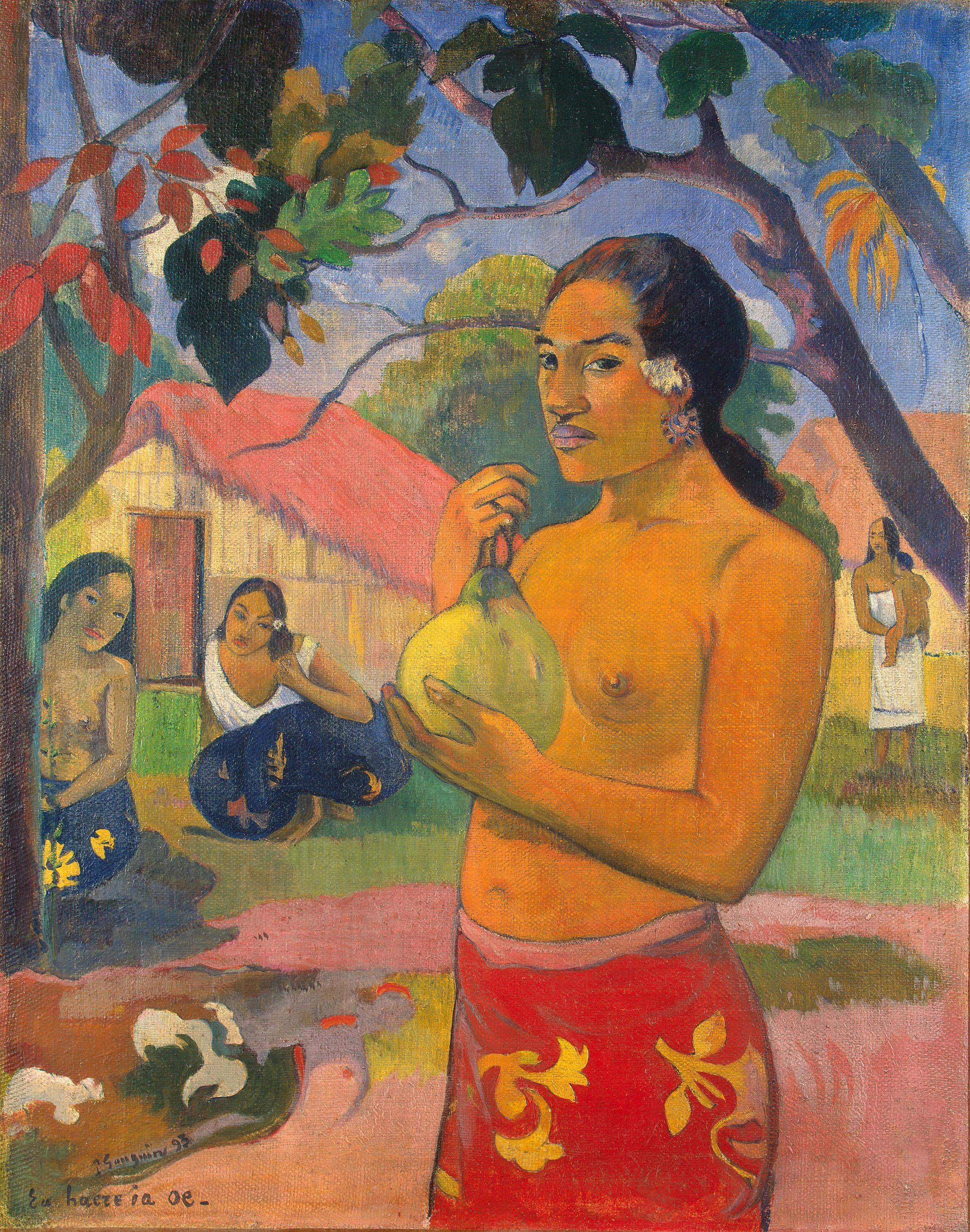
Eu haere ia oe (1893).

## Simbolismo
A LILLO, un home es converteix en el protagonista d'aquesta obra vibrant que evoca emocions positives i calidesa. Vestit amb una dessuadora vermella brillant, l'home irradia energia i vitalitat. La seva dessuadora, d'un vermell intens, contrasta notablement amb el fons, que és un groc radiant. Aquest fons groc no només simbolitza l'alegria i l'optimisme, sinó que també serveix com un explosiu llenç que realça la figura de l'home.
El personatge, amb un enorme i contagiós "somriure d’orella a orella", sembla capturar l'essència de la felicitat. Els seus ulls brillen amb alegria, mostrant l'autenticitat del seu somriure. Les línies del seu rostre estan suaument delineades, amb un enfocament en l'expressió que transmet una sensació de felicitat desbordant. El somriure, gairebé ampli com el propi sol, suggereix un profund sentiment de benestar i satisfacció amb la vida.
La combinació de la dessuadora vermella i el fons groc crea una dinàmica visual cautivadora. Els colors càlids transmeten una sensació de calidesa, i el contrast entre el vermell i el groc simbolitza una força vital.
Enfocament artístic:
L'estil de l'obra està inspirat en el postimpressionisme, amb un ús audaz de colors i formes simples. La pinzellada és solta i expressiva, cosa que afegeix textura i moviment a la composició. L'enfocament en la figura humana, amb un èmfasi especial en la seva alegria, reflecteix el desig de celebrar la vida i les emocions humanes.
ELILLO no només és un retrat d'un home en un moment de felicitat, sinó que també actúa com un recordatori de la importància de trobar l'alegria en les coses simples de la vida. L'obra convida l'espectador a somriure juntament amb el protagonista i a abraçar l'optimisme, evocant una connexió genuïna amb la felicitat i l'exuberància de viure. En aquest llenç, Gauguin ens mostra que l'art pot capturar no només imatges, sinó també estats d'ànim i emocions profundes. Obra Artística de Gauguin i el seu anhel per la vida simple i plena.